# 蓝头矶鸫
蓝头矶鸫（学名：Monticola cinclorhyncha）为鶲科矶鸫属的鸟类，是一种候鸟，俗名臭皮翠、白喉叽鸫、白喉石鸫、葫芦翠、虎皮翠。分布于西伯利亚、巴基斯坦、印度、东南亚各国、中国等地，主要生活于多岩山地的林间。该物种的模式产地在喜马拉雅山脉。

## 亚种
- 蓝头矶鸫普通亚种（学名：Monticola cinclorhyncha gularis），俗名蓝投头叽鸫百喉亚种。该物种的模式产地在天津。[2]